# Phiala dasypoda
Phiala dasypoda is een vlinder uit de familie van de Eupterotidae. De wetenschappelijke naam van de soort is voor het eerst voorgesteld door Hans Daniel Johan Wallengren in een publicatie uit 1860.

## Verspreiding
De soort komt voor in Zuid-Afrika.

## Waardplanten
De rups leeft op Cyperus albostriatus (Cyperaceae).